# Jules Pagézy
Pour les articles homonymes, voir Pagézy.
David Jules Pagézy (né le 28 septembre 1802 à Montpellier et mort dans la même ville le 31 décembre 1882) est un homme politique français, maire de Montpellier et député pendant le Second Empire, puis sénateur au début de la Troisième République. Sa politique haussmannienne a durablement modifié l'aspect du centre de Montpellier.

## Biographie

### Carrière politique montpelliéraine
Il est issu d'une famille de notables protestants. Dans les années 1830 et 1840, Pagézy est président de la chambre de commerce de Montpellier. Il est également élu conseiller général du canton de Castries en 1847.
Jules Pagézy est nommé maire par décret de l'empereur Napoléon III le 22 septembre 1852. Il a appliqué à Montpellier une politique d'urbanisme inspirée des travaux de transformation de Paris aux travers des architectes : Eugène Viollet-le-Duc, le baron Haussmann et Victor Baltard avec qui il entretient une correspondance régulière. 
Avec l'aide d'une administration municipale très favorable, il mène deux opérations d’urbanisme importantes. La première, en 1857, connue sous le nom de « Grands travaux Lazard » (Omer Lazard), qui vise à faire basculer l’axe médiéval nord-sud de la ville vers un axe ouest-est. Des aménagements sont entamées dans l'Écusson, le centre historique de Montpellier, avec les élargissements de la rue Impériale (actuelle rue Foch), de la rue de la Loge et de la rue Saint-Guilhem. Jusqu'alors, seuls les fossés entourant l'Écusson ont été comblés depuis le XVIIIe siècle pour créer les boulevards. La deuxième s'achève en 1864. Cette opération d'urbanisme consiste à ouvrir un axe de circulation depuis la gare ferroviaire. Le percement de la rue de Maguelone est entamé en 1852, pour la faire arriver sur la place de la Comédie en 1857. Cette même année, la construction d'un square devant la gare (actuel square Planchon) est réalisée. Membre du conseil presbytéral de l'Église réformée de Montpellier, il facilite la construction du temple protestant de la rue Maguelone, de 1867 à 1870.
Pour les problèmes d'approvisionnement de la ville, son mandat voit la construction des halles Castellane pour l'alimentation et les premiers captages d'eau de la rivière du Lez pour compléter l'aqueduc Saint-Clément et le réservoir du Peyrou.
Le 17 juillet 1869, il est remplacé à la mairie par son premier adjoint. Les projets de percement sont stoppés : la rue Foch, d'orientation ouest-est, devait atteindre l'Esplanade. Elle est achevée à mi-chemin, devant la préfecture.
De 1847 à 1882, il est membre de l'Académie des sciences et lettres de Montpellier.
Il est inhumé au cimetière protestant de Montpellier.

### Carrière politique nationale
Nomination et rôles politiques de Jules Pagézy :
- Sous le Second Empire, Pagézy est député de 1863 à 1869 ;
- Pendant la Troisième République, il est sénateur de 1873 à 1879.

## Distinctions et hommages
- 1853 :  Chevalier de la Légion d'honneur, 1859   Officier de la Légion d'honneur, 1867   Commandeur de la Légion d'honneur
- Le nom de l'ancien maire de Montpellier a été donné à différents lieux de la ville :
  - Salle Jules Pagézy, situé dans les locaux de l'ancien hôtel de ville de la place Francis-Ponge[7]
  - Passage Pagézy, représentant l'allée traversante entre la place Francis-Ponge et la place d'Aguesseau
  - Rue Pagézy, à proximité et longeant le square Planchon près de la gare de Montpellier-Saint-Roch
  - Zac Pagezy, de 4 hectares, autour de l'ancien hôtel de ville[8]